# Magnus Liljeblad
Magnus Liljeblad   (Björkvik, 13 de setembre de 1961) és un pilot de trial suec. L'any 2010 va guanyar el Campionat d'Europa de trial veterans amb Sherco.